# Sara-Teodora
Sarah, Theodora sau Sarah-Theodora a fost împărăteasă a Bulgariei în timpul celui de-al doilea imperiu bulgar și a doua soție a țarului Ivan Alexandru al Bulgariei (a domnit în perioada 1331–1371).
Sursele sunt de acord că ea era de origine evreiască, trăind împreună cu familia ei în cartierul evreiesc din Tarnovo. Ivan Alexandru a divorțat de mulți ani de soția sa, Teodora din Țara Românească, care a fost forțată să devină călugăriță, iar Sara s-a convertit la creștinismul ortodox oriental, a acceptat numele de Teodora și a devenit în scurt timp a doua soție a țarului. Căsătoria lor a avut loc la sfârșitul anilor 1340.
Noua țarită a fost renumită pentru sprijinul său acerb față de noua sa religie, creștinismul ortodox oriental. Ea a fost una dintre instigatoarele unui consiliu bisericesc împotriva evreilor. Ea a restaurat multe biserici și a construit o mulțime de mănăstiri și acesta este motivul pentru care a fost ținută cu respect atât de înalt de Biserica bulgară.
Nu există nicio îndoială că Theodora a jucat un rol semnificativ în separarea Imperiului Bulgar între primul ei născut, Ivan Șișman, și Ivan Srațimir, singurul fiu supraviețuitor al fostei țaritei. Întrucât Ivan Șișman a fost primul fiu născut de Ivan Alexander după intrarea sa pe tron („născut în purpuriu”), Theodora a insistat că el este singurul demn de coroană. Ivan Șișman a fost încoronat co-împărat de tatăl său, care l-a făcut în schimb pe fiul său mai mare Despot de Vidin. După ce Ivan Alexander a murit în 1371, Ivan Șișman a devenit țar și Ivan Srațimir a declarat Vidin un imperiu separat. De acum înainte, relația dintre cele două imperii bulgare a devenit rece și a rămas așa, în ciuda amenințării viitoarei invazii otomane.
Data morții țaritei este necunoscută, deși unii istorici presupun că a murit la sfârșitul anilor 1380.